# Death Power
Death Power war eine französische Thrash-Metal-Band aus Orange, die im Jahr 1986 gegründet wurde und sich ca. 1990 wieder auflöste.

## Geschichte
Die Band wurde im Jahr 1986 gegründet und bestand aus dem Gitarristen Philippe Tourville, dem Sänger und Bassisten David Thimel und dem Schlagzeuger Stéphane Guégan. In den folgenden Jahren erschienen die ersten beiden Demos, die Band hielt zudem in dieser Zeit Auftritte in ganz Frankreich ab. Nachdem im Jahr 1989 eine selbstbetitelte EP über Virulence Records, einem Sub-Label von Jungle Rot Records, erschienen war, folgte im Herbst 1990 über dasselbe Label das Debütalbum The Bogeyman, wobei Intercord den Vertrieb hierfür übernahm. Das Debütalbum der Band sollte zugleich auch das letzte sein, da sich die Gruppe danach wieder auflöste.

## Stil
Die Band spielte klassischen Thrash Metal, vergleichbar mit alten Werken von Kreator oder auch Sacrifice. Als Einflüsse werden Bands wie The Sisters of Mercy, Ministry, Soundgarden und Dead Can Dance genannt.

## Diskografie
- 1987: Keep Fit, Fuck More… (Demo, Eigenveröffentlichung)
- 1989: Mixed Rehearsal (Demo, Eigenveröffentlichung)
- 1989: Death Power (EP, Virulence Records)
- 1990: The Bogeyman (Album, Virulence Records / Intercord (Vertrieb))